# Tomo Keller
Tomo Keller (* 1974 in Stuttgart) ist ein deutscher Violinist und Konzertmeister. 

## Leben
Keller ist der Sohn deutsch-japanischer Musiker, der im Alter von 6 Jahren mit dem Geigenspiel begann. Seine ersten Orchesterauftritte hatte er mit 10 Jahren. Mit 17 debütierte Keller im Wiener Musikverein und im Konzerthaus Wien. Er studierte bei Petru Munteanu an der Musikhochschule Lübeck, Gerhart Hetzel und Gerhard Schulz an der Universität für Musik und darstellende Kunst Wien und Dorothy Delay an der Juilliard School of Music in New York.
Von 1999 bis 2007 war Keller als Konzertmeister der Essener Philharmoniker tätig, leitete von 2009 bis 2015 als Assistant Leader das London Symphony Orchestra und war von 2014 bis 2019 1. Konzertmeister das Swedish Radio Symphony Orchestra. Keller wurde 2016 zum Leiter und Konzertmeister der Academy of St. Martin in the Fields ernannt.
In der Saison 2021/2022 war Keller Artist in Residence beim Loh-Orchester Sondershausen, wo er ein für ihn komponiertes Werk von Christoph Ehrenfellner zur Uraufführung brachte. Seit 2022 lehrt Keller Geige an der Haute École de Musique Valais-Wallis in der Schweiz.

## Auszeichnungen
- 1992 Internationaler Fritz Kreisler Wettbewerb
- 1997 Internationaler Johannes Brahms Wettbewerb
- 1998 Deutscher Musikwettbewerb

## Diskographie
- 1999 Tomo Keller: Bach – Bartók – Ysaÿe (Ars Musici)
- 2016 Academy of St. Martin in the Fields, Tomo Keller, Gustavo Núñez – Vivaldi: Bassoon Concertos (Pentatone)
- 2019 Academy of St. Martin in the Fields, Jan Lisiecki, Tomo Keller: Beethoven: Complete Piano Concertos (Live at Konzerthaus Berlin / 2018) (Deutsche Grammophon)